# アイゼンフリューゲル
『アイゼンフリューゲル』（ドイツ語: Eisen Flügel）は、虚淵玄による日本のライトノベル。イラストは中央東口。ガガガ文庫（小学館）より2009年7月から同年12月まで刊行された。
七竈アンノの作画によるコミカライズ版『アイゼンフリューゲル 弾丸の歌よ龍に届いているか』（軍事考証：鈴木貴昭、メカデザイン：石渡マコト<ニトロプラス>）が、『ヒバナ』2016年6月号から2017年9月号（最終号）まで連載され、のち『マンガワン』で2017年12月17日から『ヒバナ』連載分の続きを連載し、2018年9月16日に終了した。マンガワン連載分は『裏サンデー』でも1週遅れで掲載されている。

## あらすじ
まだ大空の覇者が巨大な翼を備えた龍のものであった時代、人工の翼でもって覇権を奪い取ろうと、龍たちに『私闘』を挑む者たちがいた。『プロジェクト・ブリッツフォーゲル』。世界初ジェットエンジン搭載型航空機を駆り、カール・シュニッツは最も速き龍『帝凰龍』を越える速度で飛翔するという、神の領域に挑戦する。

## 登場人物
カール・シュニッツ
グスタフの研究所で世話になっている、『ブリッツフォーゲル』のテストパイロット。
パイロットとしては天才的な技術を持ち、陸にいるほうが落ち着かないという筋金入りの空好き。かつては従軍していたものの、その時の記憶は本人にとっては快いものではないらしい。
ヘレン・ヴァイニンガー
カールの恋人で、研究所唯一の女性。炊事洗濯を一手に引き受ける器量をもつ。
制作研究への造詣は無く技術屋揃いの研究所では浮いている常識人。たびたびカールの無鉄砲さに振り回されているが、大空へ望むカールの逞しさに惚れ込んでおり、どこか危うい生き方を望む彼の身を案じている。
グスタフ・ヴァイニンガー
『プロジェクト・ブリッツフォーゲル』を主導する研究者。
近代航空史は彼無しではあり得ないと言われるほどの影響力を持つ剛毅な老人。自らが設立に携わった航空機メーカーの役員席を蹴り、山奥に隠居して龍への挑戦を続けている。
エリック
ヘレンの弟。パイロットを夢見る少年。
『ジークフリード』と名付けた龍の幼生体を飼っている。
ゲプハルト・ミュラー
シルヴァーナ共和国空軍中佐。カールのかつての上官であり戦友。
数年前の隣国ヴィルドバッハとの戦役で武勲を挙げ、若くして佐官についた辣腕家。

### 龍
帝凰龍（カイザードラッヘ）
専門家達の間でも実在が疑われている、超音速で飛翔する最速の龍。光輝く翼を持つ。
虹龍（グレンツドラッヘ）
嵐龍（シュトゥルムドラッヘ）
霞龍（ネーベルドラッヘ）
雲龍（ヴォルケドラッヘ）

## 既刊一覧

### 小説
- 虚淵玄（著） / 中央東口（イラスト） 『アイゼンフリューゲル』 小学館〈ガガガ文庫〉、全2巻
  1. 2009年7月17日発売[5]、ISBN 978-4-09-451146-8
  2. 2009年12月18日発売[6]、ISBN 978-4-09-451180-2

### 漫画
- 虚淵玄（原作） / 中央東口（原作イラスト） / 七竈アンノ（作画） / 鈴木貴昭（軍事考証） / 石渡マコト（メカデザイン） 『アイゼンフリューゲル 弾丸の歌よ龍に届いているか』 小学館〈ビッグコミックス〉、全4巻
  1. 2016年9月23日発売[7]、ISBN 978-4-09-187827-4
  2. 2017年3月23日発売[8]、ISBN 978-4-09-189399-4
  3. 2018年2月19日発売[9]、ISBN 978-4-09-189839-5
  4. 2018年11月12日発売[10]、ISBN 978-4-09-860175-2

## 劇場アニメ
2022年9月24日開催の『Aniplex Online Fest 2022』にてA-1 Pictures制作、アニプレックス配給による劇場アニメーションの製作が発表された。

### スタッフ
- 原作 - 虚淵玄[11]
- 総監督 - 水島精二[11]
- 監督 - 小松田大全[11]
- キャラクター原案 - 武内崇[11]
- 脚本 - 菅原雪絵、水島精二[11]
- キャラクターデザイン - 佐々木啓悟[11]
- メカニックデザイン - 海老川兼武、柳瀬敬之、片貝文洋[11]
- ドラゴンデザイン - 吉川達哉[11]
- 美術 - 草薙[11]
- 設定考証 - 白土晴一[11]
- 音楽 - 梶浦由記[11]
- 制作 - A-1 Pictures[11]
- 配給 - アニプレックス[11]